# Thetis Regio
Thetis Regio is een hoogvlakte op de planeet Venus. Thetis Regio werd in 1982 genoemd naar Thetis, een nimf uit de Griekse mythologie.
De regio heeft een diameter van 2801 kilometer en bevindt zich in het gelijknamige quadrangle Thetis Regio (V-36). Thetis Regio is een van de twee equatoriale hoogvlaktes van de planeet Venus, in het oostelijke gedeelte van Aphrodite Terra.

## Geografie en geologie
Thetis Regio bestaat uit terrein dat plaatselijk meer dan 4000 meter boven de omliggende vlaktes uitsteekt en heeft afmetingen die vergelijkbaar zijn met die van West-Europa, met hooglanden die zich uitstrekken over een oppervlakte van 2500 op 1500 kilometer. De geologie van deze regio is veel complexer dan aanvankelijk werd ingeschat, met een opeenvolging van geologische gebeurtenissen met compressies, expansies en rotaties langs verschillende assen. Er is ook een grote uitbreidingsstructuur geïdentificeerd in het noordwesten van de regio, terwijl er aan de andere kant een tessera is die slechts enkele tientallen miljoenen jaren oud is, waardoor het een van de meest recente formaties van deze aard zou zijn die zijn geïdentificeerd op Venus.
Deze waarnemingen ondersteunen de theorie over een uitzetting van de aardkorst op het niveau van Aphrodite Terra, om de compressie te compenseren die is waargenomen rond Ishtar Terra en Lada Terra, een hypothese die lange tijd naar voren is gebracht maar die verder wordt ontkracht door bepaalde waarnemingen in andere regio's van Aphrodite Terra.